# Calypsonian

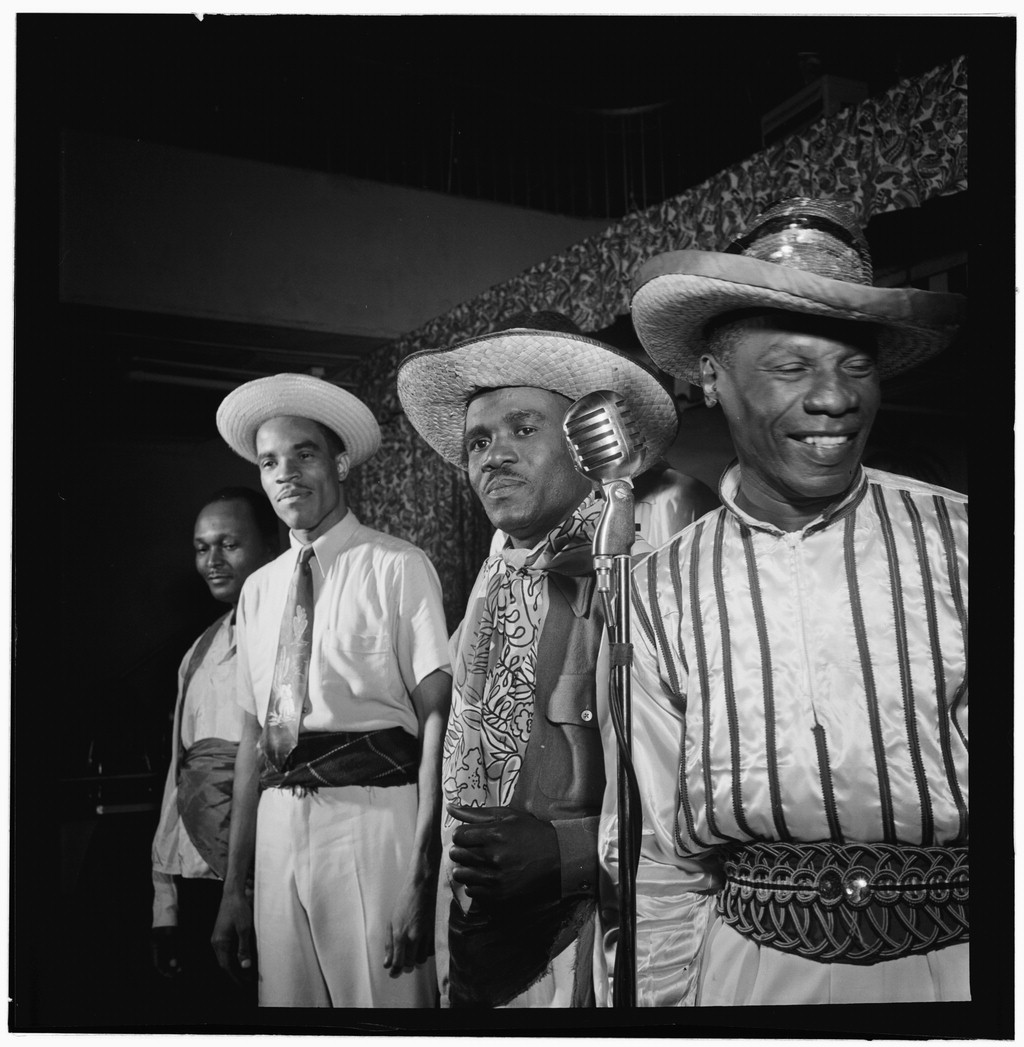
De izquierda a derecha: Patrick MacDonald alias "MacBeth el Grande", ?, Lord Invader, Wilmoth Houdini entre 1938 y 1948.

Un Calypsonian es un músico que ha estudiado la cultura y la música calypso y memorizados sus ritmos y estrofas tradicionales. Si bien es cierto que sus temas son tropicales, los más importantes músicos del género pueden improvisar un calipso sobre cualquier tema propuesto. 
Es importante diferenciar entre un calypsonian y un cantante de calypso, como Harry Belafonte, quien interpreta calypsos pero sin permearse de las bases de la cultura del calypso y, ciertamente, sin componer calypsos.
En época de la colonia británica de Trinidad (actual Trinidad y Tobago) la cuna del calypso, los calypsonians competían entre sí en sesiones ad hoc desarrolladas durante el carnaval, pero desde los años 1950, las competencias se hacen en competiciones organizadas de calypso. Una forma tradicional de calypso, como lo es el calypso de guerra, se usaba para concluir los espectáculos de calypso y en ella los improvisadores pronunciaban versos para ensalzarse a sí mismos y descalificar a los demás.
Durante mucho tiempo, los calypsonians tomaban nombres artísticos extravagantes, aunque esta práctica decayó hasta volverse poco común.
Los calypsonians más importantes del siglo XX son Lord Kitchener, Roaring Lion, Lord Invader, Mighty Sparrow (en Trinidad y Tobago) y  Walter Ferguson (en Costa Rica).